# Charny-le-Bachot

Charny-le-Bachot este o comună în departamentul Aube din nord-estul Franței. În 2009 avea o populație de 198 de locuitori.